# 1 Razlog
1 Razlog (tiếng Anh: 1 Reason) là album phòng thu thứ hai của ca sĩ người Croatia Lana Jurčević. Album được phát hành vào năm 2006 bởi Hit Records.

## Danh sách ca khúc
1. Prava ljubav (với Luka Nižetić)
2. Najbolja glumica
3. 1 razlog
4. Kao prah
5. Otkad te nema
6. Zlato moja
7. Ovo nije istina
8. Kradljivica srca
9. Prava istina
10. Odlazis